# Erika Dobrovičová
Erika Dobrovičová (* 10. září 1967 Prešov) je bývalá československá hráčka basketbalu. Je vysoká 191 cm. Je zařazena na čestné listině mistrů sportu.

## Sportovní kariéra
Patřila mezi opory basketbalového reprezentačního družstva Československa, za které v letech 1986 až 1992 hrála celkem 209 utkání a má významný podíl na dosažených sportovních výsledcích. Zúčastnila se dvakrát Olympijských her 1988 (Soul, Jižní Korea) - 8. místo, 1992 (Barcelona, Španělsko) - 6. místo, dvakrát kvalifikace na Olympijské hry 1988 (Malajsie) - 5. místo a 1992 (Vigo, Španělsko) - postup na OH 1992, dvou Mistrovství světa 1986 Moskva - 4. místo a 1990 Kuala Lumpur, Malajzie - 4. místo, tří Mistrovství Evropy 1987 ve Španělsku - 4. místo, 1989 v Bulharsku - 2. místo, 1991 v Izraeli - 5. místo, na nichž získala stříbrnou medaili za druhé místo v roce 1989. Na Mistrovství Evropy juniorek v roce 1984 (Španělsko) s družstvem Československa získala bronzovou medaili za třetí místo. Za reprezentační družstvo Slovensko hrála na Mistrovství světa 1994 (Sydney, Austrálie) - 5. místo a na Mistrovství Evropy 1993 (Perugia, Itálie) - 3. místo a 1999 (Poznaň, Polsko) - 4. místo.
V Evropských pohárech klubů hrála Ronchetti Cup v sezónách 1992/93, 1993/94 za CB Vigo, Španělsko, 1994/95 za Symel Tenerife a 2001/02 za BK Loko Trutnov a dále za stejný klub ve FIBA Europe Cup 2002/03 a 2003/04.
V československé basketbalové lize žen hrála celkem 6 sezón (1984-1990) za družstvo Slavia PF Banská Bystrica, s nímž získala titul mistra Československa 1990 a dva tituly vicemistra (1988, 1989) a jedno čtvrté místo (1986). V letech 1987-1989 byla třikrát vybrána do nejlepší pětice hráček československé ligy. Je na 27. místě v dlouhodobé tabulce střelkyň československé basketbalové ligy žen za období 1963-1993 s počtem 2866 bodů.. V České republice hrála za BK Loko Trutnov v basketbalové lize žen s níž v letech 1995-2004 získala titul vicemistra České republiky v sezóně 2003/04 a čtyři třetí místa (1996, 1999, 2002, 2003).

## Sportovní statistiky

### Kluby
- 1984-90 Slavia PF Banská Bystrica, celkem 3 medailová umístění: mistryně Československa 1990, 2x vicemistryně Československa (1988, 1989), 1x 4. místo (1987), 2x 6. místo (1985, 1986)
- 1986-1989: nejlepší pětka hráček ligy - zařazena 3x: 1986-1989
- 3x nejlepší basketbalistka Slovenska (1986, 1989, 1994)
- 1995-2004 BK Trutnov, Česká basketbalová liga - 2. místo 2003/04, 4x 3. místo 1995/96 (1039 bodů), 1998/99, 2001/02, 2002/03
- další kluby: Prešov, Bordeaux, CB Vigo, Symel Tenerife, Slovan Bratislava

### Evropské poháry
- FIBA Ronchetti Cup: CB Vigo, Španělsko 1992/93 (191 bodů /8 zápasů), 1993/94, Symel Tenerife 1994/95 (176 /10),
- FIBA Ronchetti Cup: BK LOKO TRUTNOV 2001/02 (20 /2).
- FIBA Europe Cup: BK LOKO TRUTNOV 2002/03 (70 /4), 2003/04 (45 /4)

### Československo
- Kvalifikace na Olympijské hry 1988 (Malajsie) 5. místo (126 bodů /11 zápasů, nejlepší střelkyně), 1992 (Španělsko) postup na OH (101 /6), celkem 227 bodů/ 17 zápasů
- Olympijské hry 1988 Soul (66 /5) 8. místo, 1992 Barcelona (65 /5) 6. místo, celkem 131 bodů /10 zápasů
- Mistrovství světa: 1986 Moskva (75 /7 zápasů) 4. místo, 1990 Kuala Lumpur, Malajzie (85 /8, nejlepší střelkyně) 4. místo, celkem 170 bodů /15 zápasů
- Mistrovství Evropy: 1987 Cadiz, Španělsko (97 /7) 4. místo, 1989 Varna, Bulharsko (61 /5) 2. místo, 1991 Tel Aviv, Izrael (88 /5, nejlepší střelkyně) 5. místo, celkem na ME 243 bodů /17 zápasů
- 1986-1992 celkem 209 mezistátních zápasů, z toho na OH, MS a ME celkem 764 bodů v 59 zápasech
- Mistrovství Evropy juniorek: 1984, Španělsko, 3. místo

### Slovensko
- Mistrovství světa: 1994 Austrálie (147 bodů /8 zápasů) 5. místo
- Mistrovství Evropy: 1993 Perugia, Itálie (88 /5) 3. místo, 1999 Poznaň, Polsko (108 /8) 4. místo
- Druhá nejlepší basketbalistka Slovenska 20. století, Nejlepší basketbalistka Slovenska 1994, Nejlepší hráčka české ligy 1996, čtvrtá nejlepší střelkyně české a československé ligy (6547 bodů)